# Corythomantis galeata
Espèce
Corythomantis galeata est une espèce d'amphibiens de la famille des Hylidae.

## Répartition
Cette espèce est endémique de l'État de Bahia au Brésil.

## Description
Les 3 spécimens adultes observés lors de la description originale mesurent entre 53,6 mm et 54,0 mm de longueur standard.

## Étymologie
Le nom spécifique galeata vient du latin galeatus, casqué, en référence au crane co-ossifié de cette espèce.

## Publication originale
- Pombal, Menezes, Fontes, Nunes, Rocha & Van Sluys, 2012 : A second species of the Casque-headed frog genus Corythomantis (Anura: Hylidae) from northeastern Brazil, the distribution of C. greeningi, and comments on the genus. Boletim do Museu Nacional Rio de Janeiro Nova Série, no 530, p. 1-14 (texte intégral).